# New York Euphoria

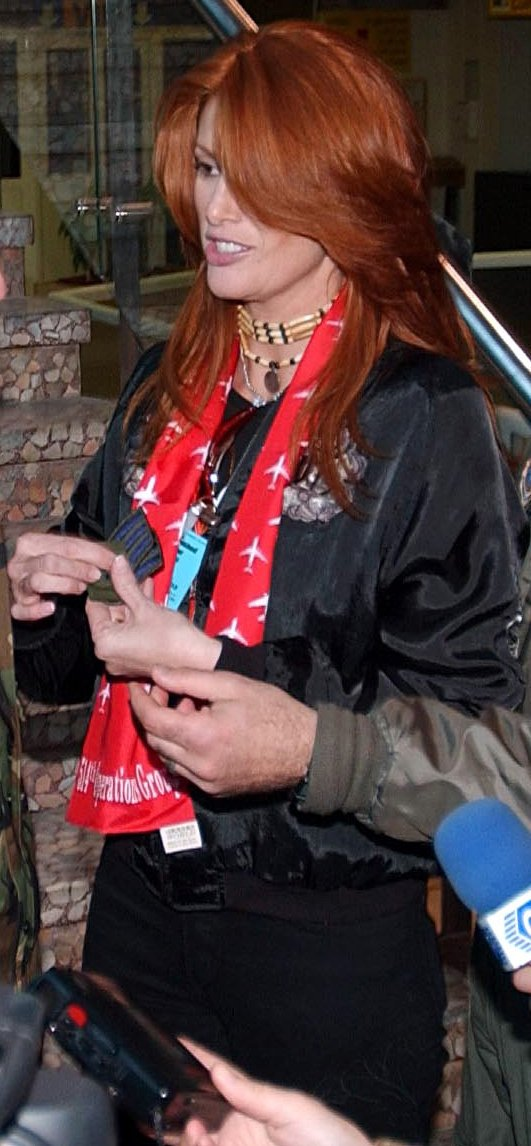
Angie Everhart, capitana del Team Euphoria nel campionato del 2004

Le New York Euphoria sono una squadra della Lingerie Football League. 

## Storia
Sono nate con il nome Team Euphoria con il quale hanno disputato il primo Lingerie Bowl (2004). Dopo questo primo torneo, si è deciso di associare le squadre al nome di una città e il Team Euphoria ha preso il nome di New York Euphoria, con il quale hanno vinto il Lingerie Bowl del 2006.
Nel giugno del 2008 nell'elenco delle squadre previste per il campionato 2009-2010, le New York Euphoria sono state rinominate in New England Euphoria. In seguito anche questo nome è scomparso per fare posto alle New York Majesty che hanno poi preso parte al detto campionato.

## Colori
I colori della divisa da gioco sono rosa e nero.

## Campionati disputati

### 2004
Squadra: 0 Sara Fitzpatrick, 1 Michelle Van Der Water, 2 Cassie Moore, 3 Tanéa Brooks, 4 Cassie Lane, 5 Faith Ciagne, 6 Roban Lampkin, 7 Angie Everhart, 8 Sheena Mariano, 10 Bronwyn Leigh, 11 Darcy Fowers, 12 Mia Zottoli, 13 Diana Dencker
Allenatore: Lawrence Taylor
Risultati: Team Euphoria - Team Dream 0-6 (Lingerie Bowl I)
Nota: Nella lista delle giocatrici inizialmente presentata c'erano anche Tishara Cousino, Bonnie-Jill Laflin e Andra Cobb.

### 2005
Squadra: 3 Tanéa Brooks, 4 Lana Kinnear, 7 Lisa Renee Ligon, 12 Mishel Thorpe
Risultati: le Euphoria hanno battuto le Chicago Bliss nella semifinale e quindi hanno perso la finale con le Los Angeles Temptation.
Nota: Prima del ridimensionamento del campionato che ha ridotto le squadre a quattro giocatrici, per le Euphoria erano state annunciate queste giocatrici: Tanéa Brooks, Roban Lampkin, Sheena Mariano, Lisa Renee Ligon, Karen Cogz, Lana Kinnear, Trishelle Cannatella, Jinelle Benitez, Diana Chase, Rachel Myers, Jennifer Cantrell, Kim Lyons, Mishel Thorpe.

### 2006
Vincitrici del campionato

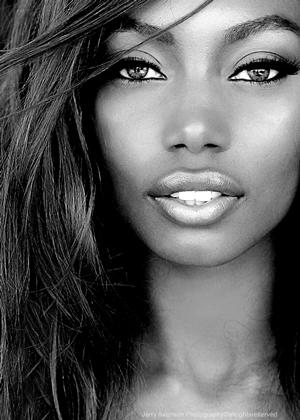
Vilayna LaSalle Sherman, vincitrice con le Euphoria del campionato della LFL del 2006

Squadra: Trishelle Cannatella, Nicole Hansen, Vilayna Sherman, Mariah Nelson, Mishel Thorpe, Anca Marcus, Lara Kinnear, Sheena Mariano, Tammy Vallejos, Jennifer Cantrell, Paige Peterson, Lisa Martinez, Jen Johnson.
Risultati: le Euphoria hanno sconfitto le Chicago Bliss in semifinale e poi battuto le Los Angeles Temptation per 13-12 nella finale (Lingerie Bowl III), grazie ai touchdown di Anca Marcus e Paige Peterson e a un extra point di Sheena Mariano.
Nota: La formazione presentata inizialmente comprendeva anche Tanéa Brooks, Lisa Ligon e Diana Chase, che sono state sostituite da Hansen, Sherman e Vallejos.